# Корсак Іван Феодосійович
Іва́н Феодо́сійович Ко́рсак (15 вересня 1946, Заболоття — 7 грудня 2017, Луцьк) — український письменник і журналіст. Почесний громадянин Луцька.

## Біографія
Народився 15 вересня 1946 року у смт. Заболоття Ратнівського р-ну Волинської обл. Навчаючись у Заболоттівській середній школі, вперше спробував писати поезію та прозу. Після закінчення школи вступив на агрономічний факультет Української сільськогосподарської академії, де навчався до 1969 року. Одночасно працював на Заболоттівському деревообробному заводі.
Навесні 1966 року почав працювати кореспондентом у ратнівській районній газеті, де опікувався темою сільського господарства. З грудня 1968 року працював у старовижівській газеті «Сільські новини».
У 1973 році вступив на перший курс відділення журналістики Вищої партійної школи при ЦК КПУ. Навчався стаціонарно, співпрацював з українським телебаченням і радіо, готував репортажі. В 1975 році очолив районну газету Камінь-Каширщини «Радянське життя».
У часи Перебудови виступав за демократизацію преси, газета «Радянське життя» стала фактично органом Народного Руху. В 1990 році Корсак став редактором газети Луцької міської ради «Народна трибуна», що виходила в 1990—1995 роках.
Наступницею «Народної трибуни» стала газета «Сім'я і дім», що стала виходити в 1996 році. Корсак був її шефредактором до 2014 року, працював також редактором радіо «Сім'я і дім». «Сім'я і Дім» була першою газетою на Волині, яка виходила у комп'ютерному наборі.
Був депутатом Волинської обласної ради кількох скликань, у п'ятій каденції — головою постійної комісії з питань культури, духовності та ЗМІ. В 2006 році отримав звання почесного громадянина Луцька.
У 2017 році кандидатуру Івана Феодосійовича Всеукраїнське товариство «Просвіта» імені Тараса Шевченка висунуло на здобуття Шевченківської премії.
Помер 7 грудня 2017 року.

Син Івана Корсака, Віктор Корсак, став одним із засновників Музею сучасного українського мистецтва Корсаків, що відкрився у 2018 році в Луцьку.

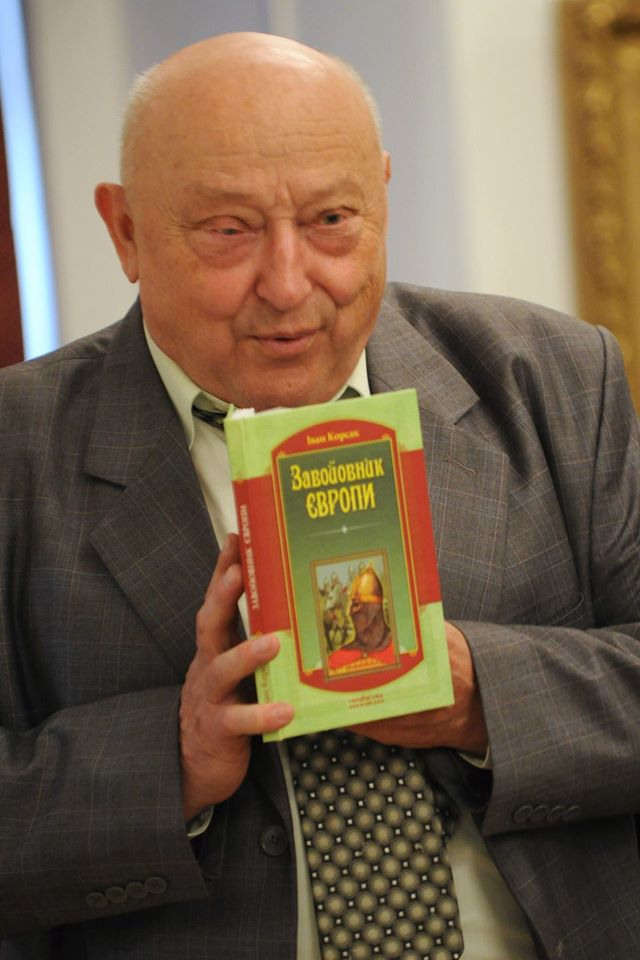
Іван Корсак у 2016 році

## Твори
- «Тіні і полиски» — Київ: Рад. письменник, 1990
- «Покруч» — Луцьк: Надстир'я, 1991. — 174 с. — ISBN 5-7707-0395-4
- «Оксамит нездавнених літ»  — Луцьк: Волинська друкарня, 2000
- «Гетьманич Орлик»  — Луцьк: ПВД «Твердиня», 2006
- «Імена твої, Україно»  — Луцьк: ПВД «Твердиня», 2007
- «Таємниця святого Арсенія»  — Луцьк: ПВД «Твердиня», 2008
- «Тиха правда Модеста Левицького»  — Київ: Ярославів Вал, 2009
- «Капелан Армії УНР»  — Київ: Ярославів Вал, 2009
- «Отаман Чайка» — Київ: «Ярославів Вал», 2010
- «Діти Яфета»  — Київ: «Ярославів Вал», 2010
- «Корона Юрія II» — Київ: «Ярославів Вал», 2011
- «KARŪNOS DEIMANTO PASLAPTIS „Секрети королівського діаманта“» — м. Вільнюс, видавництво «Евгрімас», 2011
- «Завойовник Європи» — Київ: «Ярославів Вал», 2011
- «Немиричів ключНемиричів ключ» — Київ: «Ярославів Вал», 2012
- «На межі»  — Київ: «Ярославів Вал», 2013
- «Мисливці за маревом» — Київ: «Ярославів Вал», 2014
- «Борозна у чужому полі» — Київ: «Ярославів Вал», 2014
- «Перстень Ганни Барвінок» — Київ: «Ярославів Вал», 2015
- «Вибух у пустелі» — Київ: «Ярославів Вал», 2015
- «Запізніле кохання Миклухо-Маклая» — Київ: «Ярославів Вал», 2016
- «Dzieci Jafeta» — Warszawa: «Pracownia», 2016
- «На розстанях долі» — Київ: «Ярославів Вал», 2017
- «Із кореня дужого. Путівцями героїв історичних романів Івана Корсака» — Київ: «Ярославів Вал», 2018
- «За серпанком, загадковим серпанком» — Київ: «Ярославів Вал», 2018
- «Отаман Чайка» — Київ: «Ярославів Вал», 2018
- «Отаман Чайка. Немиричів ключ. Романи» — Київ: «Ярославів Вал», 2020
- «Таємниця святого Арсенія. Мисливці за маревом. Романи» — Київ: «Ярославів Вал», 2020"
- «Тиха правда Модеста Левицького. Капелан армії УНР. Гетьманич Орлик» — Київ: «Ярославів Вал», 2021
- «Корона Юрія II. Завойовник Європи» — Київ: «Ярославів Вал», 2021
- «Перстень Ганни Барвінок. Запізніле кохання Миклухо-Маклая» — Київ: «Ярославів Вал», 2021
- «Борозна у чужому полі. Вибух у пустелі. Романи» — Київ: «Ярославів Вал», 2022

Твори Івана Корсака перекладено литовською, польською, англійською, білоруською, російською та турецькою мовами.

## Нагороди та почесні відзнаки
- Лауреат премії імені В'ячеслава Чорновола (2007, за книгу «Гетьманич Орлик»)
- Лауреат обласної премії імені Агатангела Кримського (2008, за книги «Гетьманич Орлик» та «Імена твої, Україно»)
- Лауреат премії «Світ волинської книги» (2008, за книгу «Таємниця святого Арсенія»)
- Лауреат Міжнародної літературної премії «Тріумф» імені Миколи Гоголя (2008)
- Лауреат Міжнародної премії імені Григорія Сковороди (2009, за книги «Гетьманич Орлик», «Імена твої, Україно», «Таємниця святого Арсенія», «Тиха правда Модеста Левицького», «Капелан армії УНР»)
- Лауреат Міжнародної премії імені Дмитра Нитченка (2010)
- Лауреат Всеукраїнської літературної премії імені Зореслава (2012, за історичні романи «Завойовник Європи», «Немиричів ключ», «Корона Юрія II»)
- Лауреат Літературно-мистецької премії імені Пантелеймона Куліша (2013, за історичні книги «Немиричів ключ», «Завойовник Європи», «Діти Яфета», «Корона Юрія II»)
- Лауреат премії «Краща книга України» в номінації проза (2015, за книгу «Вибух у пустелі»)
- Почесна грамота Кабінету Міністрів України (2016)
- Орден Архистратига Михаїла (2016)
- Два ордени Юрія Переможця (2016)
- Медаль Івана Мазепи (2016)
- Медаль Олександра Довженка (2016)
- Орден Святого Рівноапостольного князя Володимира Великого (2016)
- Орден Кирила й Мефодія (2016)
- Лауреат Міжнародної літературно-мистецької премії «Світ Пограниччя» (2017)
- Лауреат Міжнародної літературної премії імені Веніаміна Блаженного (Білорусь, 2017)
- Номінант на здобуття у 2018 році Національної премії України імені Тараса Шевченка (за книги «Борозна у чужому полі», «Вибух у пустелі», «На розстанях долі»)[6].

## Вшанування пам'яті

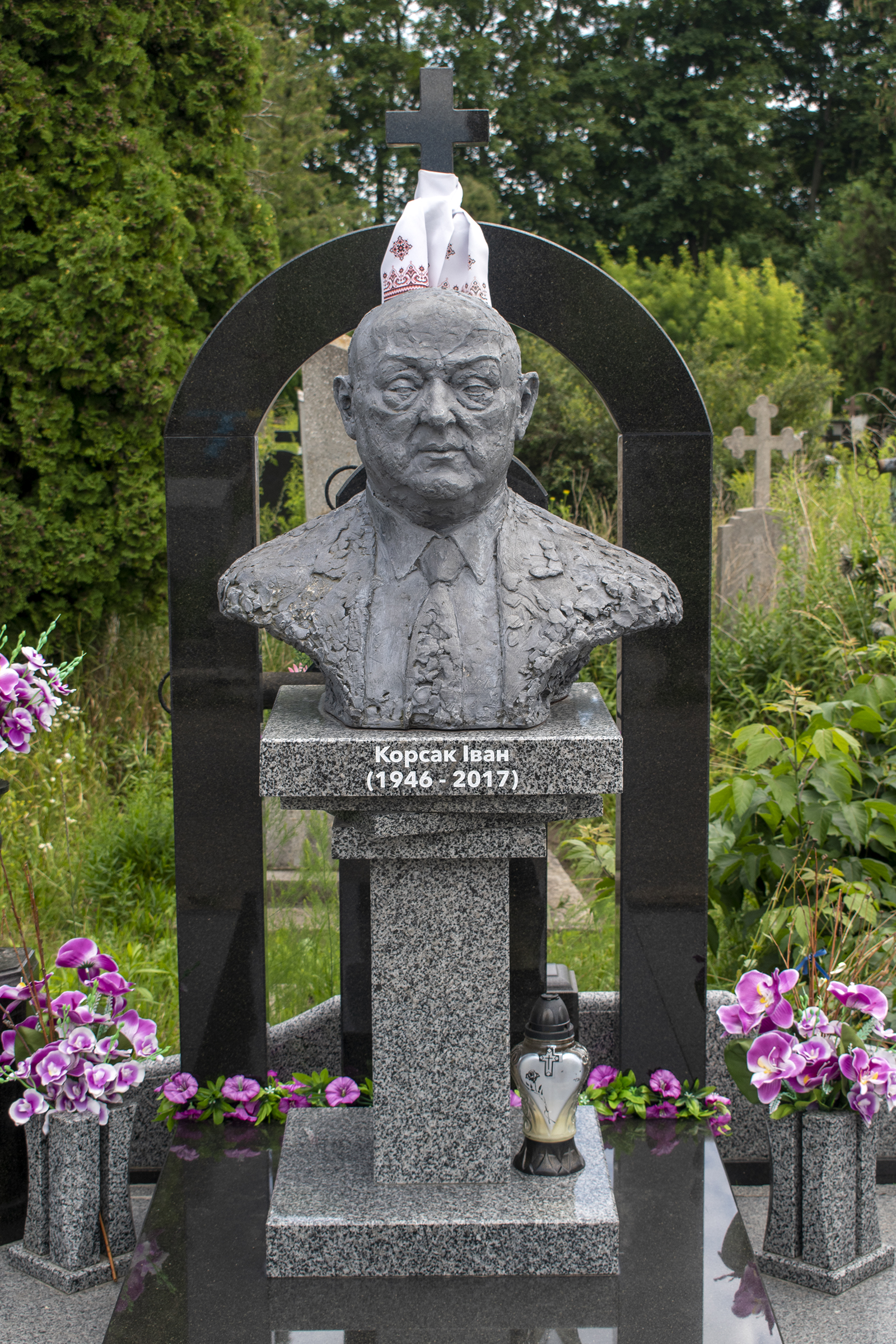
Могила Івана Корсака

Видавництво «Ярославів Вал» за ініціативи сина Івана Корсака, Віктора Корсака, у 2018 році заснувало Літературну премію імені Івана Корсака, що присуджується за твори про історію України. Нагородження переможців відбувається в день народження Івана Корсака (15 вересня) у Музеї сучасного українського мистецтва Корсаків у Луцьку.
На могилі Івана Корсака біля села Гаразджа встановлено його бюст.